# Kenny Chesney
Kenneth Arnold Chesney (Johnson City, 26 marzo 1968) è un cantautore statunitense di musica country.

## Carriera
Nel corso della sua carriera, Kenny Chesney ha registrato sedici album discografici, quattordici dei quali sono stati certificati almeno disco d'oro dalla RIAA. Chesney ha inoltre pubblicato più di quaranta singoli che sono entrati nella classifica della rivista Billboard Hot Country Songs, diciassette dei quali sono arrivati sino alla prima posizione della stessa.
Inoltre Chesney è stato insignito di numerosi riconoscimenti da parte della Academy of Country Music (ACM), Country Music Association (CMA), American Music Award (AMA), Country Music Television (CMT), Billboard Music Awards (BMA), People's Choice Awards (PCA) e French Country Music Awards (FCMA).
Chesney ha ricevuto sei volte il prestigioso premio Academy of Country Music (incluse quattro consecutivi Entertainer of the Year dal 2005 al 2008), oltre che sei premi Country Music Association. Chesney è uno dei più popolari cantante country, i cui concerti registrano sistematicamente il tutto esaurito. Il suo tour del 2007 Flip-Flop Summer Tour è stato il concerto country di maggior successo economico dell'anno. L'associazione Country Music Association ha premiato Chesney con il riconoscimento Entertainer of the Year nel 2004, nel 2006, nel 2007 e nel 2008.
Chesney detiene il record assoluto quanto a numero di canzoni arrivate al primo posto nella classifica "airplay" della musica country, primato raggiunto nel luglio del 2018 con il brano "Get Along", suo trentesimo numero uno nella Billboard Country Airplay.
A partire dall'album del 2002 No Shoes, No Shirt, No Problems, e in particolare dalla canzone in esso contenuta I Can’t Go There, ispirata da un viaggio alle Grand Cayman ed interpretata assieme a Tim McGraw, Chesney ha caratterizzato il suo repertorio con il costante inserimento di riferimenti alle atmosfere caraibiche, facendo della fuga nel paradiso tropicale un tema centrale della sua musica.

### Vita privata
Il 9 maggio 2005 Chesney sposa l'attrice Renée Zellweger in una cerimonia sull'isola di Saint John, ma il 25 settembre 2005 annunciano l'annullamento. Una canzone di Chesney del 1999, You Had Me from Hello, è dichiaratamente ispirata ad una battuta che proprio Zellweger recita nel film Jerry Maguire.

## Discografia
Album in studio
- 1994 - In My Wildest Dreams
- 1995 - All I Need to Know
- 1996 - Me and You
- 1997 - I Will Stand
- 1999 - Everywhere We Go
- 2002 - No Shoes, No Shirt, No Problems
- 2003 - All I Want for Christmas Is a Real Good Tan
- 2004 - When the Sun Goes Down
- 2005 - Be as You Are (Songs from an Old Blue Chair)
- 2005 - The Road and the Radio
- 2007 - Just Who I Am: Poets & Pirates
- 2008 - Lucky Old Sun
- 2010 - Hemingway's Whiskey
- 2012 - Welcome to the Fishbowl
- 2013 - Life on a Rock
- 2014 - The Big Revival
- 2016 - Cosmic Hallelujah
- 2018 - Songs for the Saints
- 2020 - Here and Now

Raccolte
- 2000 - Greatest Hits
- 2006 - Live: Live Those Songs Again
- 2008 - Super Hits
- 2009 - Greatest Hits II
- 2017 - Live In No Shoes Nation